# Kids' Choice Awards 1994
La 6ª edizione dei Nickelodeon Kids' Choice Awards si è svolta il 7 maggio 1994 presso l'Hollywood Pantages Theatre di Los Angeles. L'edizione è stata condotta da Joey Lawrence, Candace Cameron e Marc Weiner.
La voce di James Earl Jones e l'esibizione coreografica del cast della serie televisiva Roundhouse hanno aperto la premiazione. Durante la stessa si sono esibiti Tevin Campbell col singolo "I'm Ready", i Tag Team con i brani "Whoomp! (There It Is)" e "Here It Is, Bam!" e il gruppo All-4-On con "So Much in Love".

## Candidature
I vincitori sono indicati grassetto.

### Televisione

#### Serie TV preferita
- Quell'uragano di papà
- Willy, il principe di Bel-Air
- Martin

#### Attore televisivo preferito
- Tim Allen – Quell'uragano di papà
- Martin Lawrence – Martin
- Sinbad – The Sinbad Show

#### Attrice televisiva preferita
- Candace Cameron – Gli amici di papà
- Roseanne Barr – Pappa e ciccia
- Tisha Campbell – Martin

### Cinema

#### Miglior film
- Jurassic Park, regia di Steven Spielberg
- Free Willy - Un amico da salvare (Free Willy), regia di Simon Wincer
- Cool Runnings - Quattro sottozero (Cool Runnings), regia di Jon Turteltaub

#### Attore cinematografico preferito
- Robin Williams – Mrs. Doubtfire
- Arnold Schwarzenegger – Last Action Hero
- John Candy – Cool Runnings

#### Attrice cinematografica preferita
- Whoopi Goldberg – Sister Act 2 e Made in America
- Bette Midler – Hocus Pocus
- Lori Petty – Free Willy

### Musica

#### Gruppo musicale preferito
- Aerosmith
- Shai
- SWV

#### Cantante preferito
- Whitney Houston
- Janet Jackson
- Mariah Carey

#### Canzone preferita
- Whoomp! (There It Is) – Tag Team
- Again – Janet Jackson
- Hey Mr. D.J. – Zhané

### Sport

#### Atleta maschile preferito
- Michael Jordan
- Shaquille O'Neal
- Charles Barkley

#### Atleta femminile preferita
- Nancy Kerrigan
- Shannon Miller
- Bonnie Blair

#### Squadra sportiva preferita
- Dallas Cowboys
- Chicago Bulls
- Phoenix Suns

### Hall of Fame
- Michael Jordan
- Whoopi Goldberg
- Janet Jackson